# Tupanatinga
Tupanatinga – miasto i gmina w Brazylii, w stanie Pernambuco, w mezoregionie Agreste Pernambucano, w mikroregionie Valle del Ipanema. Według Brazylijskiego Instytutu Geograficzno-Statystycznego, 2016 roku miejscowość liczyła 26 727 mieszkańców.